# Nuvem noctilucente

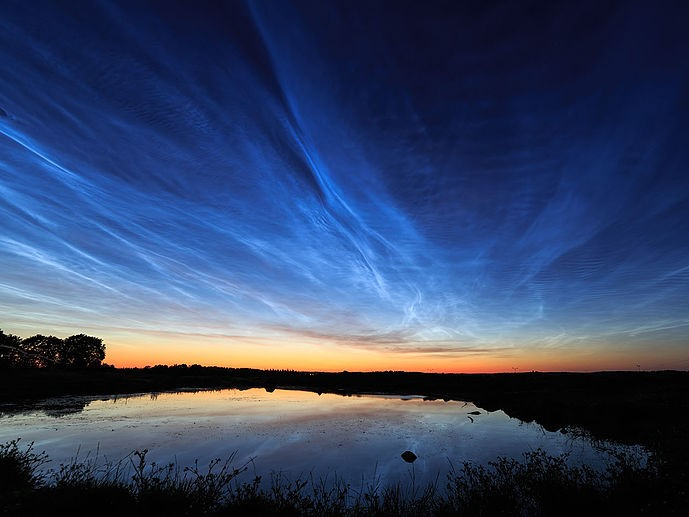
Observação do fenômeno em Uppsala, Suécia.

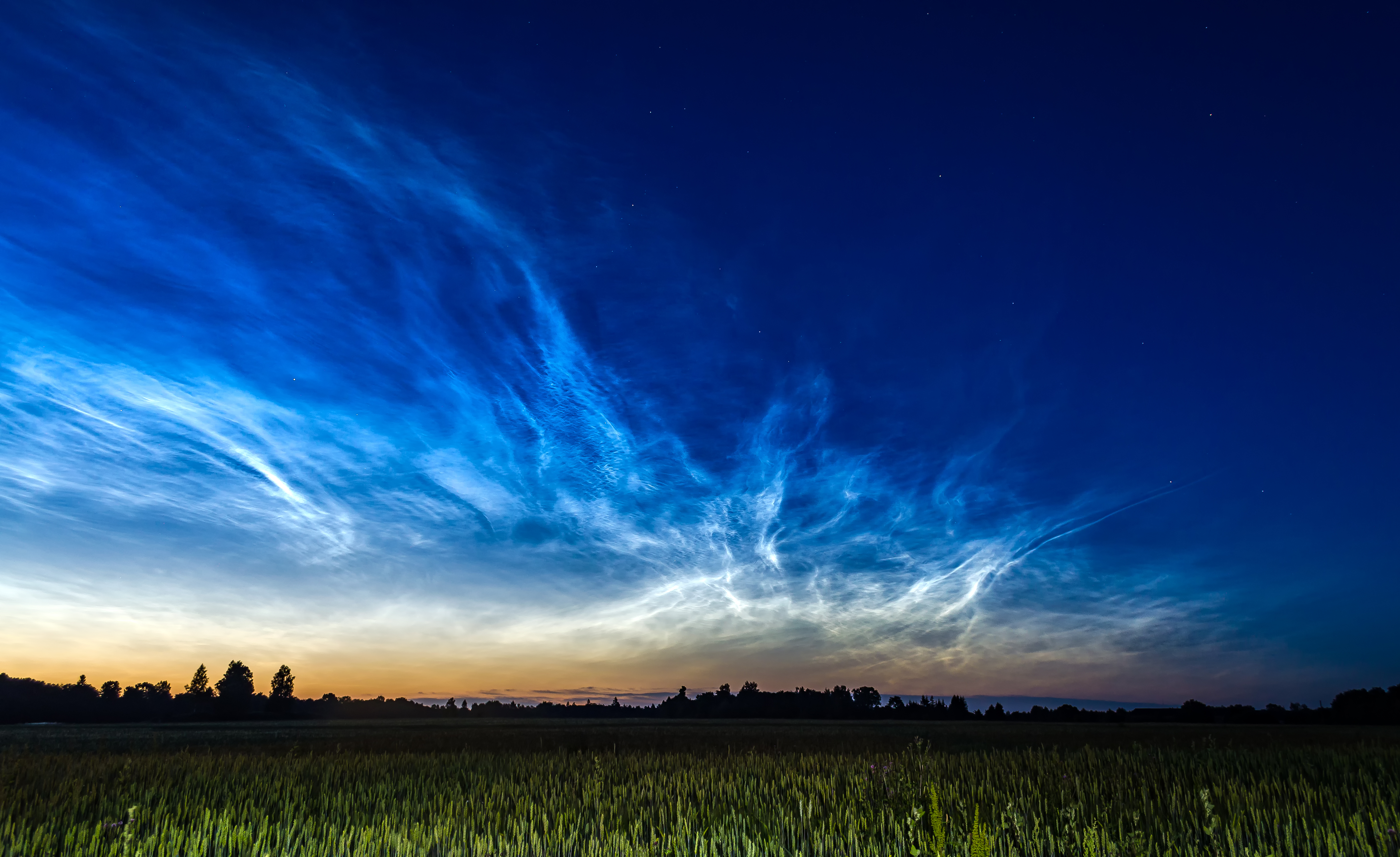
Nuvens noctilucentes em Varbla, Estônia.

Nuvens noctilucentes, ou nevoeiro noctilúcio, são fenómenos luminosos raros, em forma de nuvem, que ocorrem na alta atmosfera da Terra. Eles consistem em cristais de gelo e só são visíveis durante o crepúsculo astronômico. Noctilucente significa aproximadamente "noite brilhante" em latim. Eles são mais frequentemente observados durante os meses de verão, de latitudes entre 50° e 70° norte e sul da Linha do Equador. Eles são visíveis apenas durante os meses de verão locais e quando o Sol está abaixo do horizonte do observador, mas enquanto as nuvens ainda estão à luz do sol.
Elas são as nuvens mais altas da atmosfera da Terra, localizadas na mesosfera em altitudes de 76 a 85 km. Elas são muito fracas para serem vistos à luz do dia e são visíveis apenas quando iluminadas pela luz do sol abaixo do horizonte, enquanto as camadas inferiores da atmosfera estão na sombra da Terra. As nuvens noctilucentes não são totalmente compreendidas e são um fenômeno meteorológico recentemente descoberto. Nenhum registro confirmado de sua observação existe antes de 1885, embora elas possam ter sido observadas algumas décadas antes por Thomas Romney Robinson em Armagh, Reino Unido.
Nuvens noctilucentes podem se formar apenas sob condições muito restritas durante o verão; sua ocorrência pode ser usada como um guia sensível para mudanças na atmosfera superior. Eles são uma classificação relativamente recente. A ocorrência de nuvens noctilucentes parecem estar aumentando em frequência, brilho e extensão.
Nenhum registro confirmado de sua observação existe antes de 1885, embora eles possam ter sido observados algumas décadas antes por Thomas Romney Robinson em Armagh. As dúvidas agora envolvem os registros fora de estação de Robinson, após observações, de vários pontos em torno das altas latitudes do norte, de fenômenos semelhantes a NLC após a entrada do superbolídeo de Chelyabinsk em fevereiro de 2013 (fora da temporada NLC) que eram de fato reflexos estratosféricos de poeira visíveis após pôr do sol.

## Formação

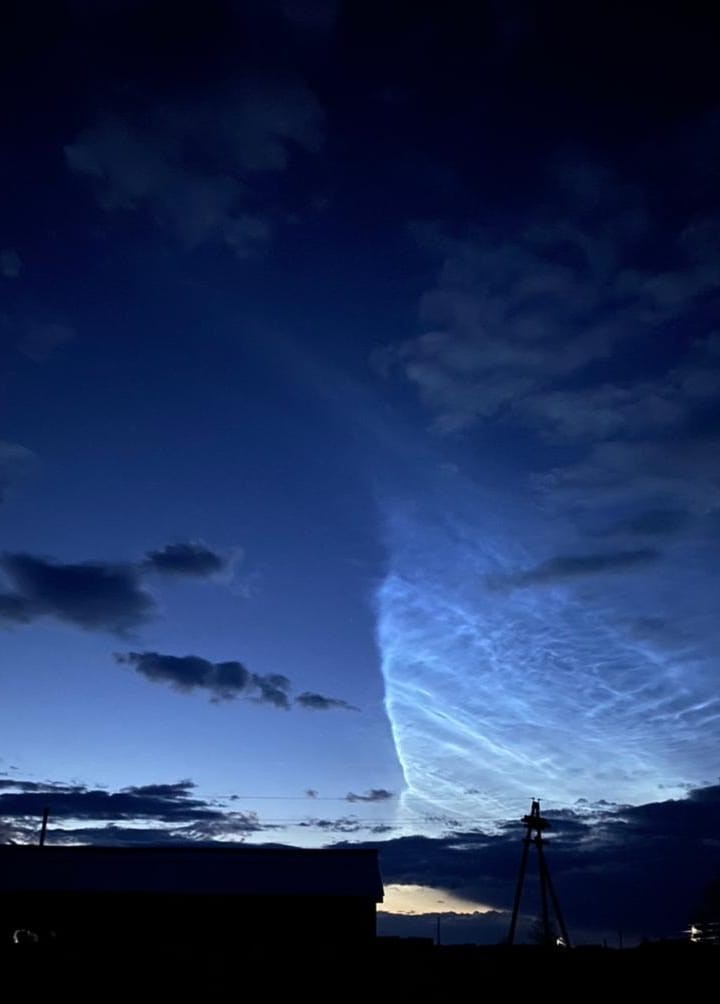
Nuvens noctilucentes na Buriácia, Rússia

Nuvens noctilucentes são compostas de minúsculos cristais de gelo d'água de até 100 nm de diâmetro e existem a uma altura de cerca de 76 a 85 km (249.000 a 279.000 pés), mais altas do que quaisquer outras nuvens na atmosfera da Terra. As nuvens na atmosfera mais baixa da Terra se formam quando a água se acumula nas partículas, mas as nuvens mesosféricas podem se formar diretamente a partir do vapor de água, além de formarem partículas de poeira.
Dados da Aeronomy of Ice in the Mesosphere sugerem que nuvens noctilucentes requerem vapor de água, poeira e temperaturas muito baixas para se formar. As fontes de poeira e vapor de água na atmosfera superior não são conhecidas com certeza. Acredita-se que a poeira provenha de Meteoroide, embora também sejam possíveis partículas de vulcões e poeira da troposfera. A umidade pode ser elevada através de brechas na tropopausa, além de se formar a partir da reação do metano com os radicais hidroxila na estratosfera.
O escape dos ônibus espaciais, em uso entre 1981 e 2011, que era quase inteiramente vapor de água após o destacamento do foguete de combustível sólido a uma altura de cerca de 46 km, foi encontrado para gerar minúsculas nuvens individuais. Cerca de metade do vapor foi liberado na termosfera, geralmente em altitudes de 103 a 114 km (338.000 a 374.000 pés). Em agosto de 2014, um Falcon 9 da SpaceX também causou nuvens noctilucentes sobre Orlando, FL, após um lançamento.
O escapamento pode ser transportado para a região do Ártico em pouco mais de um dia, embora o mecanismo exato desse transporte em alta velocidade seja desconhecido. À medida que a água migra para o norte, ela cai da termosfera para a mesosfera mais fria, que ocupa a região da atmosfera logo abaixo. Embora esse mecanismo seja a causa de nuvens noctilucentes individuais, não se pensa que ele seja um dos principais contribuintes para o fenômeno como um todo.
Como a mesosfera contém muito pouca umidade, aproximadamente cem milionésima da do ar do Saara, e é extremamente fina, os cristais de gelo podem se formar apenas a temperaturas abaixo de -120 ° C (–184 ° F). Isso significa que nuvens noctilucentes se formam predominantemente durante o verão, quando, contra-intuitivamente, a mesosfera é mais fria como resultado de ventos verticais sazonais, levando a condições frias de verão na mesosfera superior (ressurgência e resfriamento adiabático) e aquecimento no inverno (ressurgência e aquecimento adiabático) . Portanto, eles não podem ser observados (mesmo que estejam presentes) dentro dos círculos polares, porque o Sol nunca está baixo o suficiente no horizonte nesta estação nessas latitudes. Nuvens noctilucentes se formam principalmente perto das regiões polares, porque a mesosfera é mais fria lá. As nuvens no hemisfério sul são cerca de 1 km (3.300 pés) mais altas que as do hemisfério norte.
A radiação ultravioleta do Sol separa as moléculas de água, reduzindo a quantidade de água disponível para formar nuvens noctilucentes. Sabe-se que a radiação varia ciclicamente com o ciclo solar e os satélites vêm acompanhando a diminuição do brilho das nuvens com o aumento da radiação ultravioleta nos últimos dois ciclos solares. Foi descoberto que as mudanças nas nuvens seguem as mudanças na intensidade dos raios ultravioletas em cerca de um ano, mas a razão para esse longo atraso ainda não é conhecida.
Sabe-se que as nuvens noctilucentes exibem alta refletividade do radar, em uma faixa de frequência de 50 MHz a 1,3 GHz. Esse comportamento não é bem compreendido, mas uma possível explicação é que os grãos de gelo ficam revestidos com uma fina película de metal composta de sódio e ferro, o que torna a nuvem muito mais refletiva ao radar, embora essa explicação permaneça controversa. Os átomos de sódio e de ferro são retirados dos meteoroides recebidos e se depositam em uma camada logo acima da altitude das nuvens noctilucentes, e as medições mostraram que esses elementos estão seriamente esgotados quando as nuvens estão presentes. Outros experimentos demonstraram que, nas temperaturas extremamente baixas de uma nuvem noctilucente, o vapor de sódio pode ser rapidamente depositado em uma superfície de gelo.

## Descoberta e investigação
Sabe-se que nuvens noctilucentes foram observadas pela primeira vez em 1885, dois anos após a erupção do Krakatoa em 1883. Ainda não está claro se a aparência deles tem alguma coisa a ver com a erupção vulcânica ou se a descoberta foi causada por mais pessoas observando o pôr do sol espetacular causado pelos detritos vulcânicos na atmosfera. Estudos demonstraram que as nuvens noctilucentes não são causadas apenas pela atividade vulcânica, embora o pó e o vapor de água possam ser injetados na atmosfera superior por erupções e contribuam para a sua formação. Os cientistas da época assumiram que as nuvens eram outra manifestação de cinzas vulcânicas, mas depois que as cinzas se estabeleceram na atmosfera, as nuvens noctilucentes persistiram. Finalmente, a teoria de que as nuvens eram compostas de poeira vulcânica foi refutada por Malzev em 1926. Nos anos que se seguiram à descoberta, as nuvens foram estudadas extensivamente por Otto Jesse, da Alemanha, que foi o primeiro a fotografá-las, em 1887, e parece ter sido o único a cunhar o termo "nuvem noctilucente", o que significa "nuvem que brilha a noite". Suas anotações fornecem evidências de que nuvens noctilucentes apareceram pela primeira vez em 1885. Ele vinha fazendo observações detalhadas do pôr do sol incomum causado pela erupção de Krakatoa no ano anterior e acreditava firmemente que, se as nuvens estivessem visíveis, ele sem dúvida as teria notado. As observações fotográficas sistemáticas das nuvens foram organizadas em 1887 por Jesse, Förster e Stolze e, depois daquele ano, observações contínuas foram realizadas no Observatório de Berlim. Durante esta pesquisa, a altura das nuvens foi determinada pela primeira vez, via triangulação. O projeto foi interrompido em 1896.
Nas décadas após a morte de Otto Jesse em 1901, havia poucas novas idéias sobre a natureza das nuvens noctilucentes. A conjectura de Wegener, de que eles eram compostos de gelo d'água, mais tarde mostrou-se correta. O estudo foi limitado a observações terrestres e os cientistas tinham muito pouco conhecimento da mesosfera até a década de 1960, quando começaram as medições diretas de foguetes. Eles mostraram pela primeira vez que a ocorrência das nuvens coincidiu com temperaturas muito baixas na mesosfera.
As nuvens noctilucentes foram detectadas pela primeira vez no espaço por um instrumento no satélite OGO-6 em 1972. As observações do OGO-6 de uma camada brilhante de dispersão sobre as calotas polares foram identificadas como extensões polares dessas nuvens. Um satélite posterior, o Solar Mesosphere Explorer, mapeou a distribuição das nuvens entre 1981 e 1986 com seu espectrômetro ultravioleta. As nuvens foram detectadas com um lidar em 1995 na Universidade Estadual de Utah, mesmo quando não eram visíveis a olho nu. A primeira confirmação física de que o gelo d'água é realmente o principal componente das nuvens noctilucentes veio do instrumento HALOE no Satélite de Pesquisa da Atmosfera Superior em 2001.
Em 2001, o satélite Odin sueco realizou análises espectrais nas nuvens e produziu mapas globais diários que revelavam grandes padrões em sua distribuição.
Em 25 de abril de 2007, o satélite AIM (Aeronomy of Ice in the Mesosphere) foi lançado. É o primeiro satélite dedicado ao estudo de nuvens noctilucentes, e fez suas primeiras observações em 25 de maio de 2007. Imagens tiradas pelo satélite mostram formas nas nuvens semelhantes às formas nas nuvens troposféricas, sugerindo semelhanças em sua dinâmica.
Em 28 de agosto de 2006, os cientistas da missão Mars Express anunciaram que encontraram nuvens de cristais de dióxido de carbono sobre Marte que se estendiam até 100 km (330.000 pés) acima da superfície do planeta. São as nuvens mais altas descobertas sobre a superfície de um planeta. Como nuvens noctilucentes na Terra, elas podem ser observadas apenas quando o Sol está abaixo do horizonte.
Pesquisa publicada na revista Geophysical Research Letters em junho de 2009 sugere que nuvens noctilucentes observadas após o evento de Tunguska de 1908 são evidências de que o impacto foi causado por um cometa.
O Laboratório de Pesquisa Naval dos Estados Unidos (NRL) e o Programa de Testes Espaciais do Departamento de Defesa dos Estados Unidos (STP) realizaram o Experimento de Liberação de Aerossol Carregado (CARE) em 19 de setembro de 2009, usando partículas de escape de um foguete suborbital do Black Brant XII lançado de O Wallops Flight Facility da NASA para criar uma nuvem noctilucente artificial. A nuvem deveria ser observada por um período de semanas ou meses por instrumentos de solo e pelo instrumento Spatial Heterodyne IMager para MEsospheric Radicals (SHIMMER) na sonda NRL / STP STPSat-1. A pluma de escape do foguete foi observada e reportada a organizações de notícias nos Estados Unidos, de Nova Jersey a Massachusetts.

## Observação

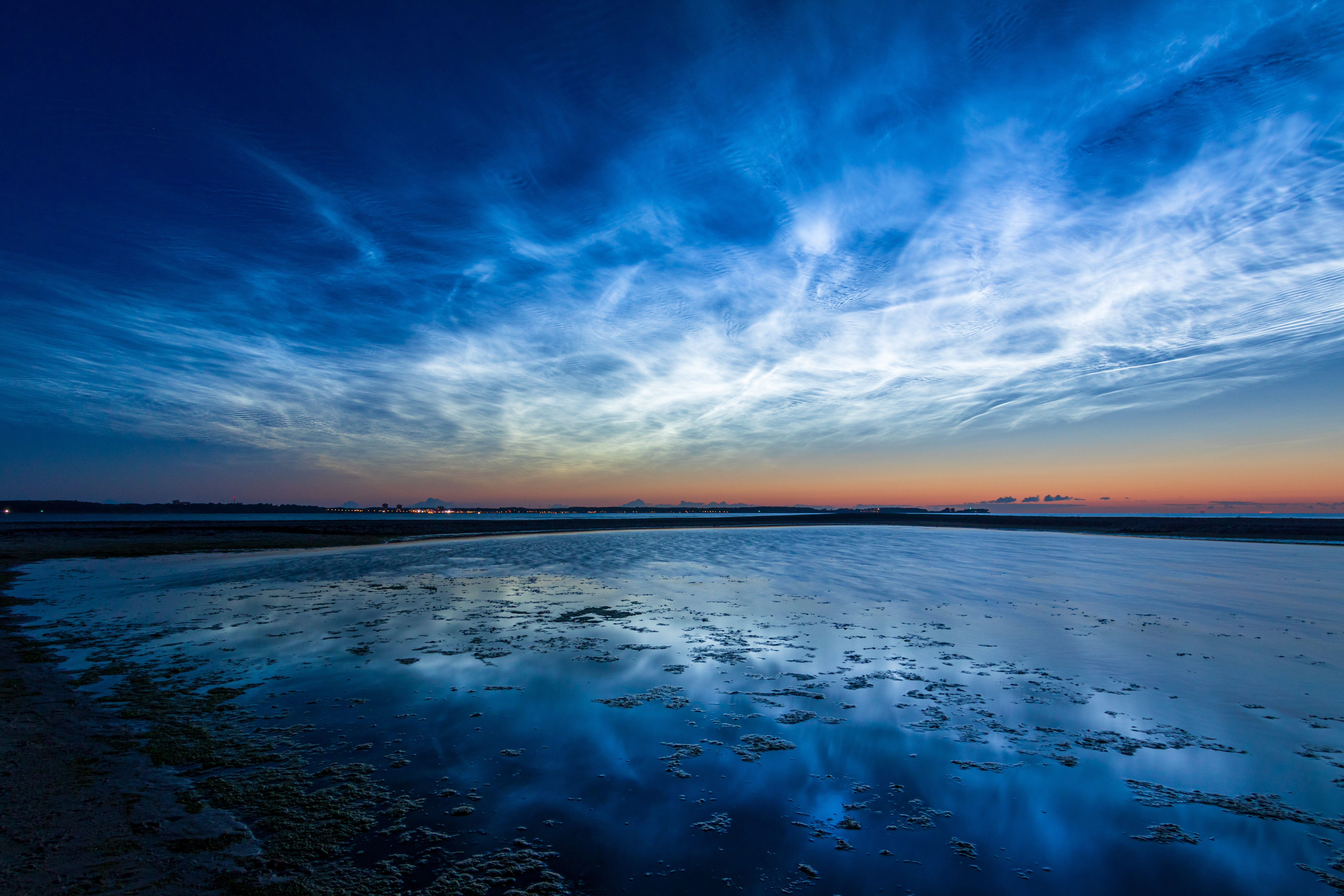
Nuvens noctilucentes sobre Laboe, Alemanha

As nuvens noctilucentes são geralmente incolores ou azul pálido, embora ocasionalmente ocorram outras cores, incluindo vermelho e verde. A característica cor azul vem da absorção pelo ozônio no caminho da luz solar que ilumina a nuvem noctilucente. Eles podem aparecer como faixas sem características, mas freqüentemente mostram padrões distintos, como faixas, ondulações ondulatórias e turbilhonamentos. Eles são considerados um "belo fenômeno natural". Nuvens noctilucentes podem ser confundidas com nuvens cirros, mas parecem mais nítidas sob ampliação. Aqueles causados por escapamentos de foguetes tendem a mostrar cores diferentes de prata ou azul, por causa da iridescência causada pelo tamanho uniforme das gotículas de água produzidas.
Nuvens noctilucentes podem ser vistas por observadores a uma latitude de 50 ° a 65 °. Eles raramente ocorrem em latitudes mais baixas (embora tenha havido avistamentos no sul de Paris, Utah, Itália, Turquia e Espanha), e, mais perto dos pólos, não fica escuro o suficiente. para que as nuvens se tornem visíveis. Eles ocorrem durante o verão, de meados de maio a meados de agosto no hemisfério norte e entre meados de novembro e meados de fevereiro no hemisfério sul. Eles são muito fracos e tênues, e podem ser observados apenas no crepúsculo em torno do nascer e do pôr do sol quando as nuvens da atmosfera inferior estão na sombra, mas a nuvem noctilucente é iluminada pelo Sol. Eles são vistos melhor quando o Sol está entre 6 ° e 16 ° abaixo do horizonte. Embora as nuvens noctilucentes ocorram nos dois hemisférios, elas foram observadas milhares de vezes no hemisfério norte, mas menos de 100 vezes no sul. As nuvens noctilucentes do hemisfério sul são mais fracas e ocorrem com menos frequência; além disso, o hemisfério sul tem uma população menor e menos área de terra para fazer observações.
Essas nuvens podem ser estudadas do solo, do espaço e diretamente pelo foguete de sondagem. Além disso, algumas nuvens noctilucentes são feitas de cristais menores, 30 nm ou menos, que são invisíveis para os observadores no chão porque não dispersam luz o suficiente.

## Forma
As nuvens podem mostrar uma grande variedade de diferentes padrões e formas. Um esquema de identificação foi desenvolvido pela Fogle em 1970 e classificou cinco formas diferentes. Essas classificações foram modificadas e subdivididas. Como resultado de pesquisas mais recentes, a Organização Meteorológica Mundial agora reconhece quatro formas principais que podem ser subdivididas. Os véus do tipo I são muito tênues e carecem de estrutura bem definida, um pouco como cirrostratus ou cirro mal definido. As bandas do tipo II são faixas longas que geralmente ocorrem em grupos organizados aproximadamente paralelos entre si. Eles geralmente são mais espaçados do que as bandas ou elementos vistos nas nuvens de cirrocumulus. As ondas do tipo III são arranjos de faixas curtas estreitamente espaçadas, aproximadamente paralelas, que se assemelham principalmente a cirros. Os turbilhões do tipo IV são parciais ou, mais raramente, anéis completos de nuvens com centros escuros.

## Ler Também
- Gadsden, M.; Parviainen, P. (1995). Observing Noctilucent Clouds (PDF). [S.l.]: International Association of Geomagnetism & Aeronomy. ISBN 978-0-9650686-0-4. Consultado em 7 de agosto de 2020. Cópia arquivada (PDF) em 31 de outubro de 2008